# 徳重剛
徳重 剛（とくしげ つよし、1977年9月17日 - ）は、日本の実業家、公認会計士、税理士。鹿児島県出身。株式会社鹿児島プロスポーツプロジェクト取締役。

## 人物・経歴
鹿児島県出身。鹿児島県立鶴丸高等学校卒業。2001年、上智大学経済学部卒業。大学では体育会サッカー部主将を務めた。大学卒業後の2003年に公認会計士の資格を取得し、有限責任監査法人トーマツにて5年間勤務。2008年に多摩大学大学院スポーツマネジメントスクール修了。故郷である鹿児島にJリーグクラブを誕生させるために監査法人を退所し、2010年にFC KAGOSHIMA（県1部リーグ）を立ち上げる。2013年、ヴォルカ鹿児島との統合を発表し、同年11月に鹿児島ユナイテッドFC代表に就任。鹿児島県初となるJリーグクラブを発足させることに成功した。2025年3月11日、鹿児島ユナイテッドFCの関連団体の理事だった40代男性の辞任届を偽造したとして電磁的公正証書原本不実記録などの疑いで書類送検されたことが分かった。同月19日に代表取締役を辞任した。今後も取締役として業務にあたるということ。鹿児島地方検察庁は4月28日付で徳重を不起訴とした。